# Aleksey Smertin
Aleksey Gennadyevich Smertin - em russo, Алексей Геннадьевич Смертин - (Barnaul, 1 de Maio de 1975) é um ex-futebolista russo. Atuava como volante.

## Carreira
Revelado pelo Dínamo Barnaul, time de sua cidade natal, em 1992, Smertin atuaria por Zarya Leninsk-Kuznetsky e Uralan Elista e Lokomotiv Moscou até 2000, quando foi contratado pelo Bordeaux, cujas boas atuações nos "Girondinos", onde jogaria até 2003, garantiram sua contratação pelo Chelsea, recém-comprado pelo seu compatriota Roman Abramovich, por 3,45 milhões de libras.
Tendo atuado pouco nos Blues (16 jogos, nenhum gol), o volante foi emprestado a Portsmouth e Charlton Athletic, onde também disputou poucas partidas (26 pelo Portsmouth, 18 pelo Charlton). Tendo seu contrato rescindido, Smertin regressou à Rússia para jogar no Dínamo de Moscou (22 partidas, nenhum gol marcado) ainda em 2006, sendo dispensado no final do ano.
De volta à Inglaterra em 2007, Smertin assinou contrato com o Fulham, mas sua trajetória nos Cottagers foi prejudicada devido a lesões. Em agosto de 2008, o então técnico do Fulham, Roy Hodgson, anunciou que o volante não estava em seus planos, culminando em sua saída e posterior encerramento da carreira nos gramados.
Porém, em 2010, Smertin regressaria ao Lokomotiv para disputar o Mundial de Clubes de Beach Soccer. No final do ano, passaria a trabalhar na direção do Loko, onde segue até hoje.

## Seleção
Pela Seleção Russa de Futebol, Smertin fez sua estreia em 1998, contra a Islândia. Esteve presente na Copa de 2002 e na Eurocopa de 2004, mas em ambos os torneios a Rússia acabaria eliminada na primeira fase. O volante chegou a disputar partidas das eliminatórias da Copa de 2006, não sendo mais convocado a partir de então.
Seu retorno à seleção chegou a ser cogitado para a disputa da Eurocopa de 2008, entretanto a irregularidade de Smertin no Fulham foi decisiva para que ele fosse esquecido na convocação. No total, foram 55 partidas disputadas, e nenhum gol marcado.

## Vida pessoal
Casado com Larisa, Smertin possui ainda um filho, e seu irmão mais velho, Yevgeniy, também foi jogador profissional de futebol, tendo atuado por Dínamo de Moscou e Saturn, encerrando prematuramente a carreira em 2001, aos 32 anos. Afastado do futebol, engatou uma carreira política, sendo eleito deputado pelo MP, representando o Krai de Altai.